# Czechowszczyzna (rejon lidzki)
Czechowszczyzna (biał. Чахоўшчына, Czachouszczyna; ros. Чеховщина, Czechowszczina) – wieś na Białorusi, w obwodzie grodzieńskim, w rejonie lidzkim, w sielsowiecie Bielica, w pobliżu Niemna.

## Historia
W XIX i w początkach XX w. okolica szlachecka położona w Rosji, w guberni wileńskiej, w powiecie lidzkim, w gminie Bielica.
W dwudziestoleciu międzywojennym leżała w Polsce, w województwie nowogródzkim, w powiecie szczuczyńskim (od 29 maja 1929, wcześniej w powiecie lidzkim), do 11 kwietnia 1929 w gminie Bielica, następnie w gminie Żołudek. W 1921 miejscowość liczyła 55 mieszkańców, zamieszkałych w 7 budynkach, w tym 35 Polaków, 14 osób innej narodowości i 6 Białorusinów. 29 mieszkańców było wyznania prawosławnego i 26 rzymskokatolickiego.
Po II wojnie światowej w granicach Związku Sowieckiego. Od 1991 w niepodległej Białorusi.